# Stephane Gauger
Stephane Gauger (30 tháng 8 năm 1969 – 11 tháng 1 năm 2018) là một cố đạo diễn, nhà biên kịch kiêm nhà quay phim người Mỹ gốc Việt.

## Tiểu sử
Sinh ra tại Sài Gòn, miền Nam Việt Nam trong một gia đình cha là nhà thầu dân sự Mỹ và mẹ là người Việt, Gauger được nuôi dưỡng tại Quận Cam, California và tốt nghiệp Đại Học Tiểu Bang California, Fullerton về nghệ thuật sân khấu và văn học Pháp.

## Tác phẩm điện ảnh
Anh đã gặp nhà quay phim Matthew Libatique tại CSUF và theo học dưới anh là một chuyên gia về máy ảnh và kỹ thuật chiếu sáng. Trong khi làm phim luận án tại Đại học Loyola Marymount, anh gặp anh em nhà làm phim Tony Bui và Timothy Bui, và làm kỹ thuật viên chiếu sáng trong bộ phim Three Seasons (1999) (đạo diễn Tony Bui) và Green Dragon (2001) Timothy Bui). Gauger cũng đã từng đóng góp chính trong bộ phim điện ảnh, Six-String Samurai (1998) (do Lance Mungia đạo diễn) và là một thợ cả trong bộ phim hành động Việt Nam, Dòng máu anh hùng (2007), do Charlie Nguyễn đạo diễn và thợ cả trong phim của Trần Hàm Vượt sóng (2006). Gauger cũng từng là nhà quay phim cho những bộ phim ngắn như Moonlight (2006) (đạo diễn Alice Chen), Good Bad Karma (2006) (do David Takemura đạo diễn), Jim và Kim (2010) (do Victor Teran chỉ đạo) và Tìm Gauguin (2010) (do Lee Donald Taicher chỉ đạo). Anh cũng từng là nhà quay phim của riêng anh trong những bộ phim anh đạo diễn bao gồm phim tài liệu âm nhạc Việt Nam Overtures cũng như Cú và Chim sẻ (2007) và Saigon Electric (2011) và biên tập phim Cô hầu gái (2016)

## Các phim

### Cú và Chim sẻ
Gauger đạo diễn phim ngắn Seabirds (1998) trước khi đạo diễn bộ phim Cú và Chim sẻ (2007), ra mắt lần đầu tại Liên hoan phim quốc tế Rotterdam và giành được hơn 15 giải tại các liên hoan phim quốc tế và được công chiếu tại các rạp ở Hoa Kỳ tháng 1 năm 2009. Cú và Chim sẻ cũng giành được giải của khán giả tại Liên hoan phim Los Angeles, giải nhà làm phim mới nổi (cho Gauger) tại Liên hoan phim Denver, và tính phim tường thuật tốt nhất tại Liên hoan phim Châu Á Châu Á tại San Francisco, cũng như giải thưởng Critic's Choice Award và Giải thưởng Sản xuất Nước Ngoài xuất sắc nhất năm Cánh diều vàng 2009 tại Hà Nội, Việt Nam.

### Sài Gòn Yo!
Sài Gòn Yo! (tựa trong tiếng Anh: Saigon Electric) là một bộ phim thể loại hip hop – tình cảm – tâm lý do Stephane Gauger đạo diễn, phim được khởi chiếu ra các rạp vào ngày 22 tháng 4 năm 2011. Dàn diễn viên trong phim gồm có Vân Trang, Quỳnh Hoa, Hà Hiền, Khương Ngọc, Elly Trần và Việt Max. Câu khẩu hiệu chính thức của phim là Hãy tin vào ước mơ. Bộ phim đoạt giải Phim xuất sắc nhất và Nữ diễn viên xuất sắc nhất (Quỳnh Hoa, người đóng vai chính, Kim) tại lễ trao giải Cánh diều vàng tại Hà Nội. Bộ phim đoạt giải Phim xuất sắc nhất và Nữ diễn viên xuất sắc nhất (Quỳnh Hoa, người đóng vai chính, Kim) tại lễ trao giải Cánh diều vàng tại Hà Nội. Bộ phim cũng đoạt giải Phim truyện xuất sắc nhất và Giải thưởng Phim tường thuật hay nhất từ Liên hoan phim Philadelphia châu Á Philadelphia. Bộ phim cũng đã được chiếu tại các liên hoan phim như Liên hoan phim Châu Á Thái Bình Dương Los Angeles, Liên hoan phim Châu Á San Diego, Triễn lãm mùa xuân, Liên hoan phim Châu Á tại San Francisco, Hồng Kông Liên hoan phim quốc tế Chicago, Phim ảnh Chicago American Film Film tại Trung tâm phim ảnh Gene Siskel, Liên hoan phim quốc tế Việt Nam, Liên hoan phim người Mỹ gốc Á, Liên hoan phim quốc tế Seattle, Liên hoan Phim Châu Á tại Dallas, Liên hoan phim quốc tế châu Á, Liên hoan phim DC APA, Liên hoan phim quốc tế Toronto Reel, Liên hoan phim Heartland, Liên hoan phim Châu Á Berlin, Liên hoan phim quốc tế Hawaii và các nơi khác nữa.